# Tabernaemontana peduncularis
Tabernaemontana peduncularis är en oleanderväxtart som beskrevs av Nathaniel Wallich.
Tabernaemontana peduncularis ingår i släktet Tabernaemontana och familjen oleanderväxter. Inga underarter finns listade i Catalogue of Life.